# Eilica modesta
Espèce
Synonymes
- Laronia variegata Simon, 1893
- Zelotes pallidenotatus Mello-Leitão, 1938

Eilica modesta est une espèce d'araignées aranéomorphes de la famille des Gnaphosidae.

## Distribution
Cette espèce se rencontre en Argentine dans la province de Misiones, en Uruguay et au Brésil dans les États de Santa Catarina, de São Paulo et du Minas Gerais,.

## Description
Les mâles mesurent de 2,28 à 2,66 mm et les femelles de 4,28 à 6,88 mm.

## Publication originale
- Keyserling, 1891 : Die Spinnen Amerikas. Brasilianische Spinnen. Nürnberg, vol. 3, p. 1-278 (texte intégral).